# Torus semicircularis
Torus semicircularis é uma região do mesencéfalo dos vertebrados que contribui para a percepção auditiva, estudada mais frequentemente em peixes e anfíbios. Corresponde ao colículo inferior.
Neurônios da medula projetam-se para o nucleus centralis e o nucleus ventrolateralis no torus semicircularis, fornecendo informações aferentes auditivas e hidrodinâmicas. Pesquisas sugerem que esses núcleos interagem entre si, indicando que esta área do cérebro é bimodalmente sensível. Em peixes Gymnotiformes, que são peixes fracamente elétricos, observou-se que o torus semicircularis exibe organização laminar. Ele recebe entrada aferente, especificamente estímulos eletrossensoriais, mecânicos e auditivos. Em sapos, pesquisadores estudaram como os neurônios no torus semicircularis preferem diferencialmente certas características do som. Neurônios individuais disparam seletivamente com base nos parâmetros auditivos de um estímulo. Funcionalmente, isso pode permitir que membros de uma espécie distingam se um chamado é da mesma espécie (coespecífico) ou de uma espécie diferente. Observou-se que isso desempenha um papel na seleção de parceiros. Engystomops pustulosus, que produz um chamado de acasalamento específico da espécie, os cientistas estudaram as respostas no núcleo laminar do torus semicircularis a várias partes do chamado. Eles concluíram que essa parte do cérebro atua como um detector de características (um neurônio/neurônios que respondem a uma certa característica de um estímulo) para as partes do estímulo auditivo que são coespecíficas. Do ponto de vista evolutivo, pesquisas foram conduzidas em tartarugas para conectar a distribuição de proteínas de ligação de cálcio no torus semicircularis entre aves e mamíferos a um predecessor reptiliano comum.